# 子午圈

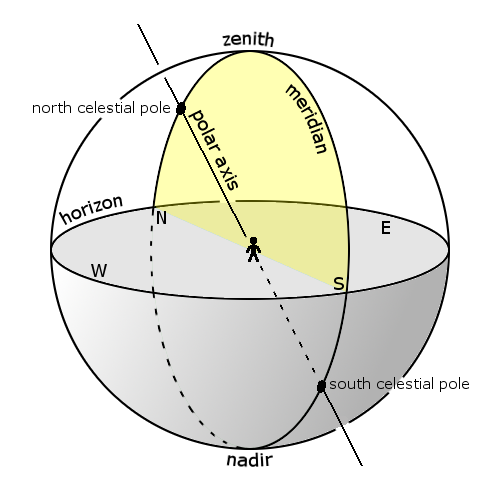
天球上的經絡。黃色半圓盤是上子午圈的範圍。

子午圈（英語：meridian）是經過天球極點、和觀測者所在地天頂和天底的大圓。通常，它也會包含的地平圈上的南點和北點，並且垂直於天球赤道和地平。天球子午線與投射到天球上類似的地球子午線是共面的。因此，天球子午線的數量是無限多的。
當觀測者在北極或南極的時候，不能定義天球子午線，因為天頂和天底這兩個點會與極點重合，任何一個通過天球極點的大圓也都會通過天頂和天底。
有幾種方法可以將子午圈分為半圓。一種方法是將其分為在地子午圈和反子午圈。前面的半圓包含天頂，並且終止於天球極點；後者的半圓包含天底。在地平坐標系，子午圈以地平的南點和北點為起訖點，經過天頂的半圓是上子午圈，經過天底的半圓是下子午圈。
在給定的任何一天，因為子午圈固定在地平坐標系上，所以天體都將呈現漂移。在中天時，天體經過上子午圈，並且到達它在天空上的至高點。一個天體的赤經和當地的恆星時可以用來確定該天體中天的時間（參見時角）。
子午圈的英文meridian源自拉丁文的meridies，意思就是中間和南方，所以中天也有人稱為南中。

## 天體觀測
因為天體在周日運動中，若經過上子午圈之時（即上中天），地平高度角（仰角）最高，天體經過的大氣厚度最少，大氣擾動與消光也相對最少，因而也是最適宜觀測的時候。在普通天文觀測上，觀星者可以活動星圖來推測某星座或某目標天體的最佳觀賞時間。我們亦可以利用恆星的赤經來定義地方恆星時，並且精確測量或計算天體將於何時經過子午圈。

## 曲率半径

不同纬度上的地心距离R、子午圈曲率半径M与卯酉圈曲率半径N的对比

在大地测量学中，过椭球体上子午圈的法截面被称为子午圈法截面，其曲率半径被称为子午圈曲率半径，通常以 {\displaystyle M} 表示。子午圈曲率半径可由椭球的半长轴 {\displaystyle a}、 偏心率 {\displaystyle e} 和该点的大地纬度 {\displaystyle B} 求得：
{\displaystyle M={\frac {a(1-e^{2})}{(1-e^{2}{\sin }^{2}B)^{\frac {3}{2}}}}}
可见，同一椭球体上的子午圈曲率半径长度由大地纬度 {\displaystyle B} 决定，并随大地纬度的增大而增大。子午圈曲率半径通常较卯酉圈曲率半径 {\displaystyle N} 更短，两者只在极点上才相等。不同的大地纬度上的卯酉圈曲率半径和子午圈曲率半径的长度如下表所示：
| {\displaystyle B}           | {\displaystyle N/{\text{m}}} | {\displaystyle M/{\text{m}}} |
| --------------------------- | ---------------------------- | ---------------------------- |
| {\displaystyle 0^{\circ }}  | {\displaystyle 6\,378\,245}  | {\displaystyle 6\,335\,553}  |
| {\displaystyle 15^{\circ }} | {\displaystyle 6\,379\,675}  | {\displaystyle 6\,339\,816}  |
| {\displaystyle 30^{\circ }} | {\displaystyle 6\,383\,588}  | {\displaystyle 6\,351\,488}  |
| {\displaystyle 45^{\circ }} | {\displaystyle 6\,388\,954}  | {\displaystyle 6\,367\,491}  |
| {\displaystyle 60^{\circ }} | {\displaystyle 6\,394\,315}  | {\displaystyle 6\,383\,561}  |
| {\displaystyle 75^{\circ }} | {\displaystyle 6\,398\,255}  | {\displaystyle 6\,395\,368}  |
| {\displaystyle 90^{\circ }} | {\displaystyle 6\,399\,699}  | {\displaystyle 6\,399\,699}  |